# Pete Visclosky
Peter John Visclosky dit Pete Visclosky, né le 13 août 1949 à Gary (Indiana), est un homme politique américain, élu démocrate de l’Indiana à la Chambre des représentants des États-Unis de 1985 à 2021.

## Biographie

### Jeunesse et débuts en politique
Fils d'un ouvrier métallurgiste, Pete Visclosky est originaire de Gary, dans la partie de la banlieue de Chicago située dans l'Indiana. Son père devient par la suite maire de la ville.
Après un baccalauréat en sciences de l'université de l'Indiana en 1970 et un doctorat en droit de l'université Notre-Dame en 1973, il devient avocat. En 1982, il obtient également un LL.M. de Georgetown.
Entre 1977 et 1982, il travaille pour plusieurs commissions de la Chambre des représentants des États-Unis ainsi que pour le représentant de Gary Adam Benjamin Jr. (en).

### Représentant des États-Unis
En 1984, Visclosky se présente à la Chambre des représentants dans le premier district de l'Indiana face à la démocrate sortante Katie Hall. Première afro-américaine élue au Congrès par l'Indiana, Hall avait été désignée candidate démocrate deux ans plus tôt par une commission, après le décès de Benjamin. Lors de la primaire, il bat de justesse Hall. Dans ce bastion démocrate des berges du lac Michigan, il est élu représentant en rassemblant 70,7 % des voix face au républicain Joseph Grenchik (28,8 %).
Depuis sa première élection, il est réélu tous les deux ans avec toujours plus de 56 % des suffrages.
À la fin des années 2000, Visclosky fait l'objet d'une enquête pour les donations reçues de la part du lobbyiste Paul Magliocchetti alors qu'il soutenait au Congrès des projets profitant à la société de Magliocchetti. S'il est finalement exonéré par la commission d'éthique de la Chambre, Magliocchetti est condamné à de la prison pour des dons illégaux.
Lorsque les démocrates reprennent le contrôle de la Chambre en 2018, Visclosky prend la présidence de la sous-commission des dotations en matière de défense, se battant notamment contre l'utilisation des fonds militaires pour la construction du mur à la frontière mexicaine.
En novembre 2019, il annonce qu'il ne sera pas candidat à sa réélection en 2020,. Après 35 ans de mandat, il est alors le plus ancien élu de l'Indiana au Congrès.

## Positions politiques
Pete Visclosky est considéré comme un démocrate modéré. Il apporte son soutien à Pete Buttigieg lors des primaires présidentielles démocrates de 2020.